# Kwartet Łazienek Królewskich
Kwartet Łazienek Królewskich – polski kwartet smyczkowy. Powstał w 1968 roku, założony przez studentów Arnolda Rezlera. Nagrodzony na konkursach dla zespołów kameralnych w Łodzi (1968), Warszawie (1969) i Budapeszcie (1973). Występował w kilku krajach europejskich.  Kwartet dokonał kilku nagrań LP. Działalność zakończył pod koniec lat osiemdziesiątych.
Członkowie zespołu:
- Magdalena Rezler-Niesiołowska – I skrzypce
- Maria Słubicka-Podejko – II skrzypce
- Marek Bugajski – altówka
- Jerzy Andrzejczak – wiolonczela

Oprac. na podstawie programu "Warszawskiej jesieni"